# Білий хлопець Рік
«Білий хлопець Рік» (англ. White Boy Rick) — кримінальна драма Янна Деманжа 2018 року про наймолодшого інформатора ФБР.

## Сюжет
Річард Верш зі своїм сином Ріком відвідують ярмарок зброї та купують кілька автоматів. Батько виготовляє для них глушники. Рік вигідно їх продає місцевій банді. З того часу він починає відвідувати місцеві тусовки, на яких злочинці розважаються разом з корумпованими поліцейськими. Невдовзі його запрошують на весілля доньки мера Кеті з очільником місцевої банди, Джонні.
На вулиці Ріка зупиняють агенти ФБР та змушують його співпрацювати, взявши участь у контрольних закупівлях наркотичних засобів. Через певний час агент Джейсон дає хлопцю кокаїн для продажу. На цьому він заробляє кругленьку суму. Про діяльність Ріка дізнається Джонні, який пропонує йому працювати в його дилерській мережі. Йому вдається влитися в банду. Згодом Джонні з поплічниками заарештовують.
Рік продовжує торгувати кокаїном. На зароблені сином гроші Річард відкриває відеомагазин. Рік дізнається про свою дитину Кейшу. Через рік агенти ФБР затримують хлопця через торгівлю наркотиками, але пропонують угоду. Проте виконавши завдання, Ріка затримують і засуджують на довічне ув'язнення. Його навідує сестра Дон з Кейшою та батько.

## У ролях
| Актор                | Роль                                 |
| -------------------- | ------------------------------------ |
| Меттью Мак-Конегі    | Річард Верш сер.                     |
| Річі Меррітт         | Річард Верш мол. / Білий хлопець Рік |
| Бел Паулі            | Дон Верш                             |
| Дженніфер Джейсон Лі | Алекс Снайдер                        |
| Браян Тайрі Генрі    | Мел Джексон                          |
| Рорі Кокрейн         | Френк Берд                           |
| Джонатан Мейджорс    | Джонні Каррі                         |
| Едді Марсан          | Арт Деррік                           |
| Брюс Дерн            | Рей Верш                             |
| Пайпер Лорі          | Вера Верш                            |
| YG                   | Лео Каррі                            |
| Денні Браун          | Чорний Ед                            |
| IshDARR              | Расселл                              |

## Створення фільму

### Виробництво
Виробництво фільму почалось у березні 2017 року в Клівленді. Крім того зйомки проходили в Детройті.

### Знімальна група
- Кінорежисер — Янн Деманж
- Сценарист — Енді Вайсс, Логан Міллер, Ноа Міллер
- Кінопродюсер — Даррен Аронофскі, Джон Лешер, Джулі Йорн, Скотт Франклін
- Композитор — Макс Ріхтер
- Кінооператор — Тет Редкліфф
- Кіномонтаж — Кріс Ваятт
- Художник-постановник — Стефанія Селла
- Артдиректор — Одра Ейвері, Браян Фелті, Лора Обіолс
- Художник-декоратор — Джон Дж. Буш
- Художник-костюмер — Емі Весткотт
- Підбір акторів — Франсін Мейслер[4]

## Сприйняття
Фільм отримав змішані відгуки. На сайті Rotten Tomatoes оцінка стрічки становить 58 % на основі 142 відгуки від критиків (середня оцінка 6,0/10) і 51 % від глядачів із середньою оцінкою 3,3/5 (1 461 голос). Фільму зарахований «гнилий помідор» від кінокритиків та «розсипаний попкорн» від глядачів, Internet Movie Database — 6,5/10 (14 028 голосів), Metacritic — 59/100 (35 відгуків критиків) і 6,4/10 (34 відгуків від глядачів).